# Luz Valdenebro
Luz Valdenebro, all'anagrafe Luz Valdenebro Jiménez (Cordova, 11 marzo 1975), è un'attrice e modella spagnola, nota per aver interpretato il ruolo di Sofía Alarcón Aldecoa nella serie Grand Hotel - Intrighi e passioni (Gran Hotel) e per quello di Aurora Alarcón nella soap Sei sorelle (Seis hermanas).

## Biografia
Luz Valdenebro è nata l'11 marzo 1975 a Cordova (Spagna), fin da piccola ha mostrato un'inclinazione per la recitazione.

## Carriera
Luz Valdenebro ha conseguito i suoi studi di recitazione presso la Scuola d'arte drammatica Miguel Salcedo Hierro di Cordova. Nel corso della sua carriera ha recitato in varie serie televisive come nel 2001 in Periodistas e in Policías, en el corazón de la calle, nel 2006 in Hospital Central e in Los simuladores, nel 2009 El internado, nel 2010 in Hispania, la leyenda, nel 2011 in Ángel o demonio e in Estudio 1, dal 2011 al 2013 in  Grand Hotel - Intrighi e passioni (Gran Hotel), nel 2012 in Aída, nel 2015 e nel 2016 in Sei sorelle (Seis hermanas), nel 2018 in Estoy vivo, nel 2019 in Servir y proteger e in Circular, dal 2019 in Per sempre (Amar es para siempre) e nel 2020 in #Luimelia. Ha preso parte anche in miniserie come nel 2002 in Padre coraje e nel 2009 in Paquirri. Oltre ad aver recitato nelle serie e nelle miniserie, ha preso parte anche in film televisivi come nel 2005 in El camino de Víctor, nel 2009 in No estás sola, Sara  e nel 2014 in Un cuento de navidad. Nel corso della sua carriera ha recitato anche in film come nel 2001 in Mirar es un pecado, nel 2007 in Bajo las estrellas e nel 2010 in Ballata dell'odio e dell'amore (Balada triste de trompeta) ed ha preso parte anche in cortometraggi come nel 2005 in Corrientes circulares, nel 2007 in Mejor solo, nel 2018 in Alan e nel 2021 in Babel.

## Vita privata
Luz Valdenebro dal 2009 è legata sentimentalmente all'attore Fran Perea.

## Filmografia

### Cinema
- Mirar es un pecado, regia di Nicolás Melini (2001)
- Bajo las estrellas, regia di Félix Viscarret (2007)
- Ballata dell'odio e dell'amore (Balada triste de trompeta), regia di Álex de la Iglesia (2010)

### Televisione
- Periodistas – serie TV, 1 episodio (2001)
- Policías, en el corazón de la calle – serie TV, 2 episodi (2001)
- Padre coraje – miniserie TV, 3 episodi (2002)
- El camino de Víctor, regia di Dácil Pérez de Guzmán – film TV (2005)
- Hospital Central – serie TV, 1 episodio (2006)
- Los simuladores – serie TV, 1 episodio (2006)
- El internado – serie TV, 6 episodi (2009)
- No estás sola, Sara, regia di Carlos Sedes – film TV (2009)
- Paquirri – miniserie TV, 2 episodi (2009)
- Hispania, la leyenda – serie TV, 5 episodi (2010)
- Ángel o demonio – serie TV, 5 episodi (2011)
- Estudio 1 – serie TV, 1 episodio (2011)
- Grand Hotel - Intrighi e passioni (Gran Hotel) – serie TV, 39 episodi (2011-2013)
- Aída – serie TV, 1 episodio (2012)
- Un cuento de navidad, regia di Sílvia Quer – film TV (2014)
- Sei sorelle (Seis hermanas) – soap opera (2015-2016)
- Estoy vivo – serie TV, 10 episodi (2018)
- Servir y proteger – serie TV, 4 episodi (2019)
- Circular – serie TV, 4 episodi (2019)
- Per sempre (Amar es para siempre) – soap opera (dal 2019)
- #Luimelia – serie TV, 1 episodio (2020)

### Cortometraggi
- Corrientes circulares, regia di Mikel Alvariño (2005)
- Mejor solo, regia di Jorge Dantart (2007)
- Alan, regia di Ursula Romero Gerberding e Ursula Romero (2018)
- Babel, regia di Alejandro San Martín (2021)

## Teatro
- La Lozana andaluza CAT (2000)
- Marat/Sade de Peter Weiss, per CDN e Animalario (2007)
- El bateo y De Madrid a París, doppio spettacolo del teatro de la Zarzuela e Animalario (2008)
- Urtain di Juan Cavestany, per CDN e Animalario (2008)
- On Golden Pond di Ernest Thompson (2013)
- Dos claveles de Álvaro Tato, presso il Microteatro di Dinero (2013)
- El jurado de Avanti Teatro, diretto da Andrés Lima (2016)
- La distancia di Bacantes Teatro, diretto da Pablo Messiez (2016)
- Don Juan Tenorio, prodotto da Ron Lalá, diretto da Yayo Cáceres (2018-2019)

## Programmi televisivi
- Qué follón de familia (2007)

## Doppiatrici italiane
Nelle versioni in italiano dei suoi film e delle sue serie TV, Luz Valdenebro è stata doppiata da:
- Stella Musy[19] in Grand Hotel - Intrighi e passioni[20], Sei sorelle

## Riconoscimenti
- Festival Internacional de Cine y Audiovisual Infantil y Juvenil (FICAIJ)
  - 2019: Vincitrice come Miglior recitazione con Maggie Civantos, Alex Hafner, Lucas Cavataio e Esther Isla per il cortometraggio Alan

- Premio Andalesgai a la visibilidad
  - 2015: Vincitrice insieme a Candela Serrat per la soap opera Sei sorelle (Seis hermanas)[21]

- Spanish Actors Union
  - 2013: Candidata come Miglior attrice femminile non protagonista per la serie Grand Hotel - Intrighi e passioni (Gran Hotel)